# Österreichische U20-Eishockeynationalmannschaft
Die österreichische U20-Eishockeynationalmannschaft vertritt den Eishockeyverband Österreichs im Eishockey in der U20-Junioren-Leistungsstufe bei internationalen Wettbewerben. Ihre beste Platzierung war ein achter Platz bei der Weltmeisterschaft 1981. Zuletzt spielte die Mannschaft bei der Weltmeisterschaft 2023 in der Top-Gruppe, wobei die Auswahl jedoch erneut abstieg.

## Geschichte

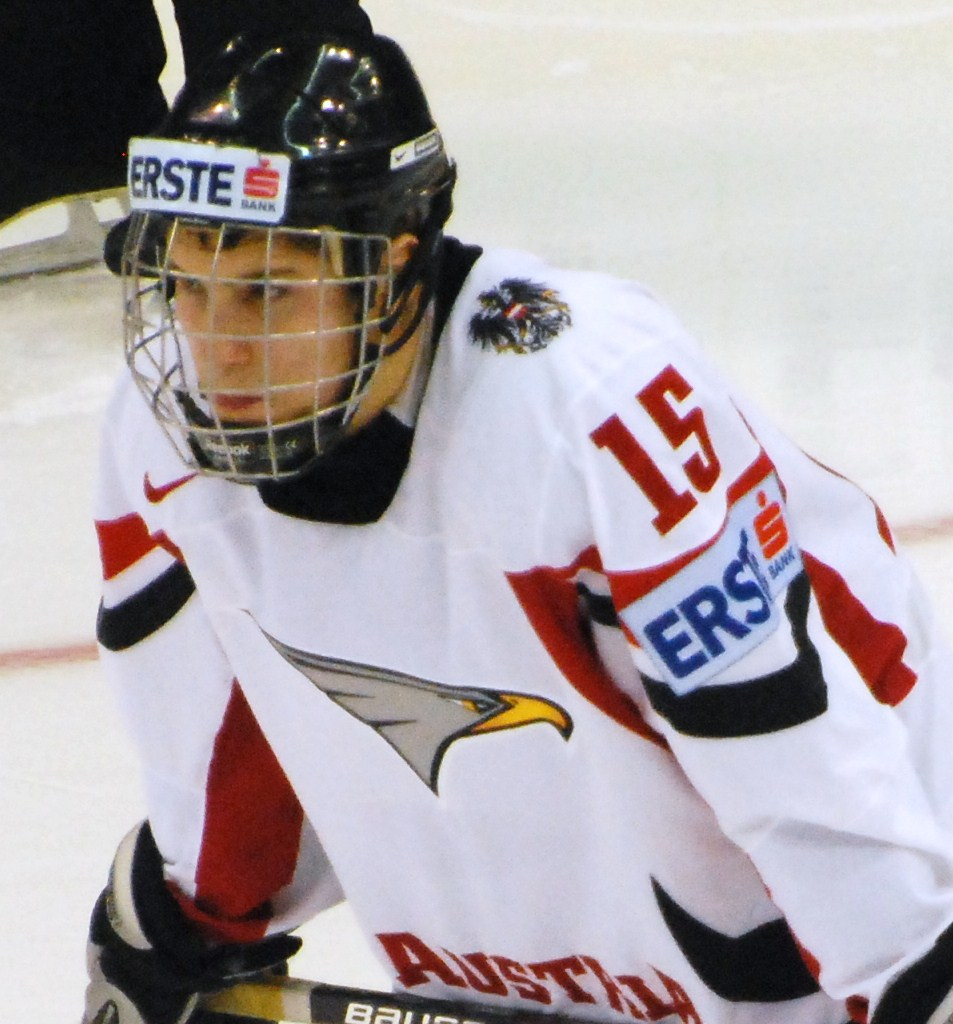
Der Österreicher Konstantin Komarek im Spiel gegen Schweden bei der U20-WM 2010

Die österreichische U20-Eishockeynationalmannschaft wurde 1979 gegründet. Bis einschließlich 1998 deckte die U20-Nationalmannschaft den kompletten Juniorenbereich bei den Weltmeisterschaften ab, während die U19-Nationalmannschaft an den Junioren-Europameisterschaften teilnahm. Seit der Einführung der U18-Weltmeisterschaften 1999 vertritt die U20-Nationalmannschaft Österreichs bei Weltmeisterschaften ausschließlich die Leistungsstufe der U20-Junioren.
Bei ihrer ersten Teilnahme 1979 nahmen die Österreicher an der erstmals ausgetragenen B-Weltmeisterschaft teil und belegten dort den fünften Platz unter acht Mannschaften. Bereits 1980 konnte die Mannschaft aus dem Alpenland die B-Weltmeisterschaft gewinnen und in die A-Gruppe aufsteigen. Sechs Niederlagen mit insgesamt 67 Gegentoren bedeuteten allerdings den letzten Platz und damit den sofortigen Wiederabstieg in die B-Gruppe der Weltmeisterschaften. Platz acht bedeutet jedoch bis heute die beste Platzierung einer österreichischen U20-Auswahl bei Weltmeisterschaften. Bis 1988 konnten sich die Österreicher in der zweiten Leistungsstufe halten, mussten dann aber den Abstieg in die Drittklassigkeit hinnehmen. Nach dem sofortigen Wiederaufstieg spielte der österreichische Nachwuchs bis 1996, als die Playdowns gegen den französischen Nachwuchs verloren gingen, erneut bei der B-Weltmeisterschaft. Dieses Mal wurde der sofortige Wiederaufstieg verpasst und erst 2000 gelang der Wiederaufstieg in die nun Division I genannte zweithöchste Spielklasse der Juniorenweltmeisterschaften. Bereits drei Jahre später folgte dann der Aufstieg in die Top-Division. Aber wie bereits 23 Jahre zuvor folgte dem Aufstieg in die höchste Spielklasse der sofortige Wiederabstieg. Auch bei der letzten Teilnahme an der Top-Division 2010 gelang der Klassenerhalt nicht, so dass die alpenländischen Junioren zehn Jahre in der zweitklassigen Division I auf dem Eis standen. Erst nach 10 Jahren in der Division I Gruppe A gelang 2020 der vierte Aufstieg in die Top-Division, von wo das Team nach drei zehnten Plätzen in Folge bei der WM 2023 wieder abstieg.

## WM-Platzierungen
- 1979 – B-WM; 5. Platz
- 1980 – B-WM; 1. Platz
- 1981 – 8. Platz
- 1982 – B-WM; 2. Platz
- 1983 – B-WM; 4. Platz
- 1984 – B-WM; 2. Platz
- 1985 – B-WM; 4. Platz
- 1986 – B-WM; 3. Platz
- 1987 – B-WM; 4. Platz
- 1988 – B-WM; 8. Platz
- 1989 – C-WM; 1. Platz
- 1990 – B-WM; 6. Platz
- 1991 – B-WM; 7. Platz
- 1992 – B-WM; 7. Platz
- 1993 – B-WM; 4. Platz
- 1994 – B-WM; 6. Platz
- 1995 – B-WM; 6. Platz
- 1996 – B-WM; 8. Platz
- 1997 – C-WM; 5. Platz
- 1998 – C-WM; 4. Platz
- 1999 – C-WM; 4. Platz
- 2000 – C-WM; 1. Platz
- 2001 – Division I; 5. Platz
- 2002 – Division I; 2. Platz
- 2003 – Division I; 1. Platz
- 2004 – 9. Platz
- 2005 – Division I; 3. Platz
- 2006 – Division I; 5. Platz
- 2007 – Division I; 2. Platz
- 2008 – Division I; 2. Platz
- 2009 – Division I; 1. Platz
- 2010 – 10. Platz
- 2011 – Division I; 3. Platz
- 2012 – Division IA; 5. Platz
- 2013 – Division IA; 5. Platz
- 2014 – Division IA; 4. Platz
- 2015 – Division IA; 5. Platz
- 2016 – Division IA; 2. Platz
- 2017 – Division IA; 5. Platz
- 2018 – Division IA; 5. Platz
- 2019 – Division IA; 5. Platz
- 2020 – Division IA; 1. Platz
- 2021 – 10. Platz
- 2022 – 10. Platz
- 2023 – 10. Platz
- 2024 – Division IA; 4. Platz